# Joe Mugnaini
Giuseppe Mugnaini, dit Joseph Anthony Mugnaini (né le 12 juillet 1912 à Viareggio, dans la province de Lucques, en Toscane et mort le 23 janvier 1992 à Los Angeles) est un artiste et illustrateur américain d'origine italienne. 
Professeur d'art au Otis Art Institute, il a écrit deux livres sur la peinture et le dessin. Trois de ses lithographies figurent parmi la collection permanente de la Librairie du Congrès.  Il est également particulièrement connu pour sa collaboration, débutée en 1952, avec l'écrivain Ray Bradbury.

## Biographie
Né à Viareggio en Toscane, Giuseppe Mugnaini avait immigré aux États-Unis avec sa famille alors qu'il n'était âgé que de trois mois. Il devint citoyen américain en 1941. Il est mort à Los Angeles.

## Œuvre
Dans son œuvre d'illustrateur, on peut signaler les ouvrages suivants de Ray Bradbury :
- Fahrenheit 451
- The Golden Apples of the Sun (Les Pommes d'or du soleil)
- The October Country (Le Pays d'octobre)
- The Halloween Tree

Pour le cinéma, Joe Mugnaini collabore en 1962 au court-métrage d'animation Icarus Montgolfier Wright à partir de la nouvelle de Ray Bradbury et réalisé par Osmond Evans. Ce court-métrage est nommé pour l'Oscar du meilleur court-métrage d'animation en 1963.